# Шпак Федір
Фе́дір Шпак (Біле́цький) — полковник Брацлавського полку. Один із визначніших керівників антипольського повстання на Поділлі й Брацлавщині у 1702–1704 роках.

## Біографічні відомості
Учасник національно-визвольного повстання проти Речі Посполитої 1702–1704 років, яке сучасники називали «другою Хмельниччиною» . Федір Шпак діяв на чолі великого козацько-селянського загону. Брав активну участь у взятті Самусем і Абазином Немирова наприкінці жовтня 1702 року. Продовжуючи боротися проти польської шляхти і 1703 року, Шпак казав селянам, що вони вільні від панського гніту, що він чинить це з наказу короля тощо .
До середини березня 1703 року повстання на Поділлі й Брацлавщині було придушене. Кілька козацьких і селянських загонів відступило за Дністер. Населення майже всього Побережжя — міст Калюса, Ушиці, Жванця, Могилева та багатьох містечок і сіл перейшло в Молдавію. Пішов туди й Шпак.
1704 року загін у 600 осіб на чолі зі Шпаком повернувся з Молдавії та діяв на Поділлі.
5 серпня 1705 року подільська шляхта, не покладаючи великої надії на гетьмана Адама Миколая Сенявського, звернулася до Івана Мазепи з проханням стримати козаків полків Самуся, 3ахара Іскри й Шпака від насильств над шляхтою, подібних до тих, що були 1704 року.